# Rubin Lie Pauw Sam
Rubin Lie Pauw Sam (1943 – 15 maart 2018) was een Surinaams arts, politicus en ondernemer. In 1975 richtte hij de communistische Volkspartij op. Later werd hij eigenaar van een goudmijn. 

## Biografie
Lie Pauw Sam studeerde af als huisarts aan de Universiteit van Leiden in Nederland. Na zijn studie keerde hij terug naar Suriname. Kort voor de Surinaamse onafhankelijkheid richtte hij daar met anderen de Volkspartij op, waarmee ze het socialisme wilden vestigen in Suriname. Tijdens de eerste verkiezingen in 1977 behaalde de partij geen zetels.
Hij gaf lezingen en moedigde hij anderen aan om boeken te lezen van kameraden als Marx, Lenin, Mao, Castro, Guevara en Nyerere. Ook gaf hij lessen in marxisme aan militairen als Mijnals, Sital en Bouterse. Een van de trainingen van de partij bestond uit het beoefenen van Oosterse vechtsporten. Daarnaast leerden ze omgaan met wapens. Tegenover de journalist Gerard van Westerloo lichtte hij toe dat ze niet verwachten dat hun toekomstdroom zonder slag of stoot bereikt zou worden.
De bezoekersaantallen tijdens bijeenkomsten en het ledenaantal stegen, waardoor de verwachtingen hoog waren voor de verkiezingen van maart 1980. Voordat de verkiezingen echter plaatsvonden, voltrok op 25 februari 1980 de staatsgreep van Bouterse  met een groep militairen. Lie Pauw Sam was van tevoren op de hoogte dat de staatsgreep eraan kwam. Meteen erna werd hij gevraagd om premier te worden van de nieuwe regering. Hier zag hij van af. Wel werd hij een van de adviseurs van de Nationale Militaire Raad (NMR), samen met enkele andere radicaal-linkse politici. De weigering om mee te werken met Bouterse zorgde voor verdeeldheid in de partij, waardoor drie vierde deel van de leden zich afsplitste en de Revolutionaire Volkspartij (RVP) oprichtte.
Nadat zijn partij leeggelopen was en vervolgens nog de Decembermoorden plaatsvonden raakte hij steeds meer teleurgesteld in de Surinaamse politiek. Wel bleef hij nog zo'n twee jaar aan als politiek adviseur van Bouterse, naar eigen zeggen omdat het in de Surinaamse politiek niet verstandig is om op één paard te wedden. Tijdens de verkiezingen van 1987 deed hij opnieuw mee met de Volkspartij, maar opnieuw behaalde hij geen zetels. Vervolgens viel het communisme wereldwijd om en zag hij geen toekomst meer voor zijn ideaal.
Hij was nog een tijd huisarts en werd hierna bedrijfsarts voor een Canadees goudmijnbedrijf. Omdat de mijngebieden in het binnenland verlaten raakten door de Binnenlandse Oorlog tussen Bouterse en Brunswijk, werd hij gevraagd of hij de concessie op zich wilde nemen. Hij besloot hierop in te gaan en werd eigenaar van zijn eigen bedrijf Wylap met een werkterrein ter grootte van de provincie Utrecht. Hier werkten 250 goudzoekers voor hem, meest Brazilianen en Chinezen. Hij fungeerde daarnaast als arts van de mannen. Met financiering van Chinese investeerders mijnde hij als eerste Surinamer goud zonder daar kwik bij te gebruiken. In 1995 werd hij door negen mannen in zijn slaap overvallen en raakte hij gewond door hagelschoten. De littekens droeg hij tot aan zijn dood.
Rubin Lie Pauw Sam overleed op 15 maart 2018. Hij is 74 jaar oud geworden.